# Феликс Мантиља
Феликс Мантиља Ботеља (кат. Félix Mantilla Botella; рођен 23. септембар 1974) је бивши професионални тенисер из Шпаније.

## Каријера
Стигао је до полуфинала на Отвореном првенству Француске 1998. године. У каријери је освојио једну титулу на АТП Мастерс турнирима, Рим 2003. године победивши швајцарског тенисера Роџера Федерера. Укупно је победио на 10 АТП турнира у синглу.
Мантиља је последњи меч 2005. године одиграо против Гиљерма Корије на УС Опену и није играо тенис због проблема са раменом до 2007. Године 2006. му је дијагностикован рак коже од кога се потпуно опоравио. Основао је фондацију за борбу против ове опаке болести.
Након завршетка играчке каријере 2008. године, ангажован је као тренер и ради са младим аустралијским тенисерима на побољшању игре пре свега на шљаци.

## АТП Мастерс финала

### Појединачно: 2 (1—1)
| Исход  | Година | Турнир  | Противник       | Резултат         |
| Финале | 1997   | Хамбург | Андреј Медведев | 0–6, 4–6, 2–6    |
| Победа | 2003   | Рим     | Роџер Федерер   | 7–5, 6–2, 7–6(8) |